# Bracelet shamballa
 (février 2024).
Le bracelet shamballa désigne communément un genre de bracelet de fantaisie s'inspirant d'un bracelet de prière tibétain. Proche du dizainier, à l'origine il se veut simple, constitué de perles rondes en bois, les effets de mode l'ont rendu luxueux, dénaturant sa vocation première. Le bracelet shamballa est un accessoire très populaire depuis l'année 2012. Comme souvent, la popularisation de ce type de bracelet se fait au travers d'influenceurs ; ainsi on a pu voir ce bracelet au poignet de Karl Lagerfeld, Jay-Z, Justin Bieber, ou encore Nina Dobrev.
Cet accessoire a fait parler de lui quand le bracelet shamballa fétiche de Michael Schumacher a disparu le 29 décembre 2013 (jour de son accident).
Ce bracelet est également populaire auprès des enfants et des adultes qui peuvent découvrir les techniques du macramé dans des ateliers créatifs.